# تاجنه
تاجنه (به عربی: تاجنة) یک شهرداری در الجزایر است که در استان الشلف واقع شده‌است.